# Louis Pierre de Chastenet de Puységur
Pour les articles homonymes, voir Puységur (homonymie).
 (décembre 2023).
Si vous disposez d'ouvrages ou d'articles de référence ou si vous connaissez des sites web de qualité traitant du thème abordé ici, merci de compléter l'article en donnant les références utiles à sa vérifiabilité et en les liant à la section « Notes et références ».
Louis Pierre de Chastenet, comte de Puységur est un militaire français, né à Rabastens (Tarn) le 30 décembre 1727 et décédé à Rabastens, en octobre 1807.

## Un membre de lamaison de Chastenet de Puységur
Il est le fils de Pierre Hercule de Chastenet et de Jacquette Pages, et le frère aîné de Jean Auguste de Chastenet de Puysegur (1740-1815) évêque de Saint-Omer puis de Carcassonne.

## Carrière militaire avant la Révolution
Le comte de Puységur fait carrière dans l'armée. Grand-croix de l'ordre royal et militaire de Saint-Louis (25 août 1780) et lieutenant général en 1781, il devient ministre de la Guerre dans le ministère de Jacques Necker, du 30 novembre 1788 au 12 juillet 1789. Remplacé par Victor François, duc de Broglie, il reçoit les marques d'estime de l'Assemblée. Resté fidèle à son roi, il commande une petite troupe de gentilshommes et défend les Tuileries contre l'insurrection du 10 août 1792. Il émigre après la mort du roi, auprès duquel il était constamment resté.

## Sous le Premier Empire
Il revient après la prise de pouvoir de Napoléon Bonaparte et meurt sans enfants dans sa ville natale de Rabastens en octobre 1807.